# Asparagus botschantzevii
Asparagus botschantzevii — вид рослин із родини холодкових (Asparagaceae).

## Середовище проживання
Ареал: Узбекистан.